# St-Médard (Brunoy)

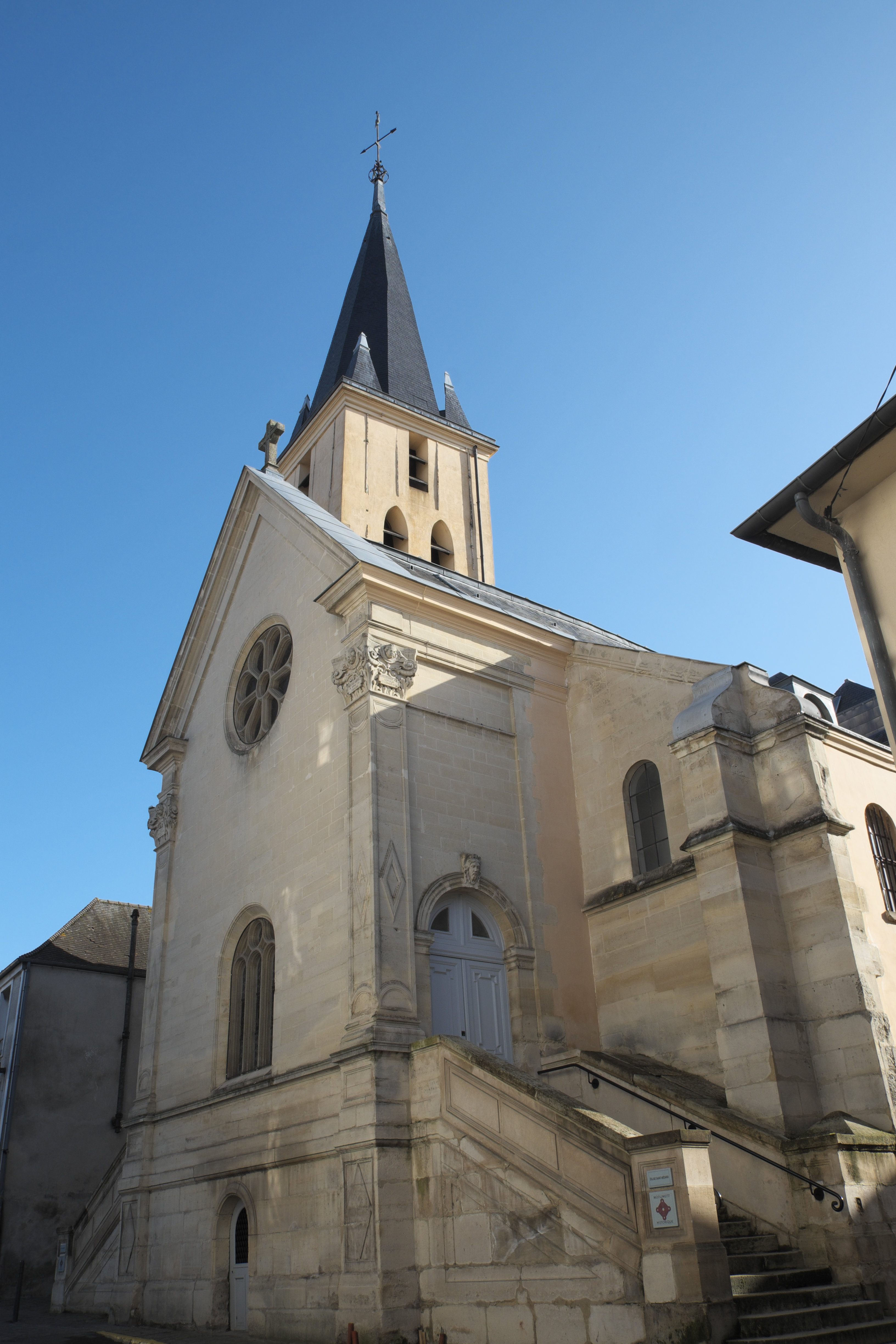
Pfarrkirche Saint-Médard

Die katholische Pfarrkirche Saint-Médard in Brunoy, einer Gemeinde im Département Essonne in der französischen Region Île-de-France, besitzt eine reiche, außergewöhnlich gut erhaltene Ausstattung im Stil des Rokoko und Klassizismus. Im Jahr 1981 wurde die dem heiligen Medardus geweihte Kirche als Monument historique in die Liste der Baudenkmäler in Frankreich aufgenommen.

## Geschichte

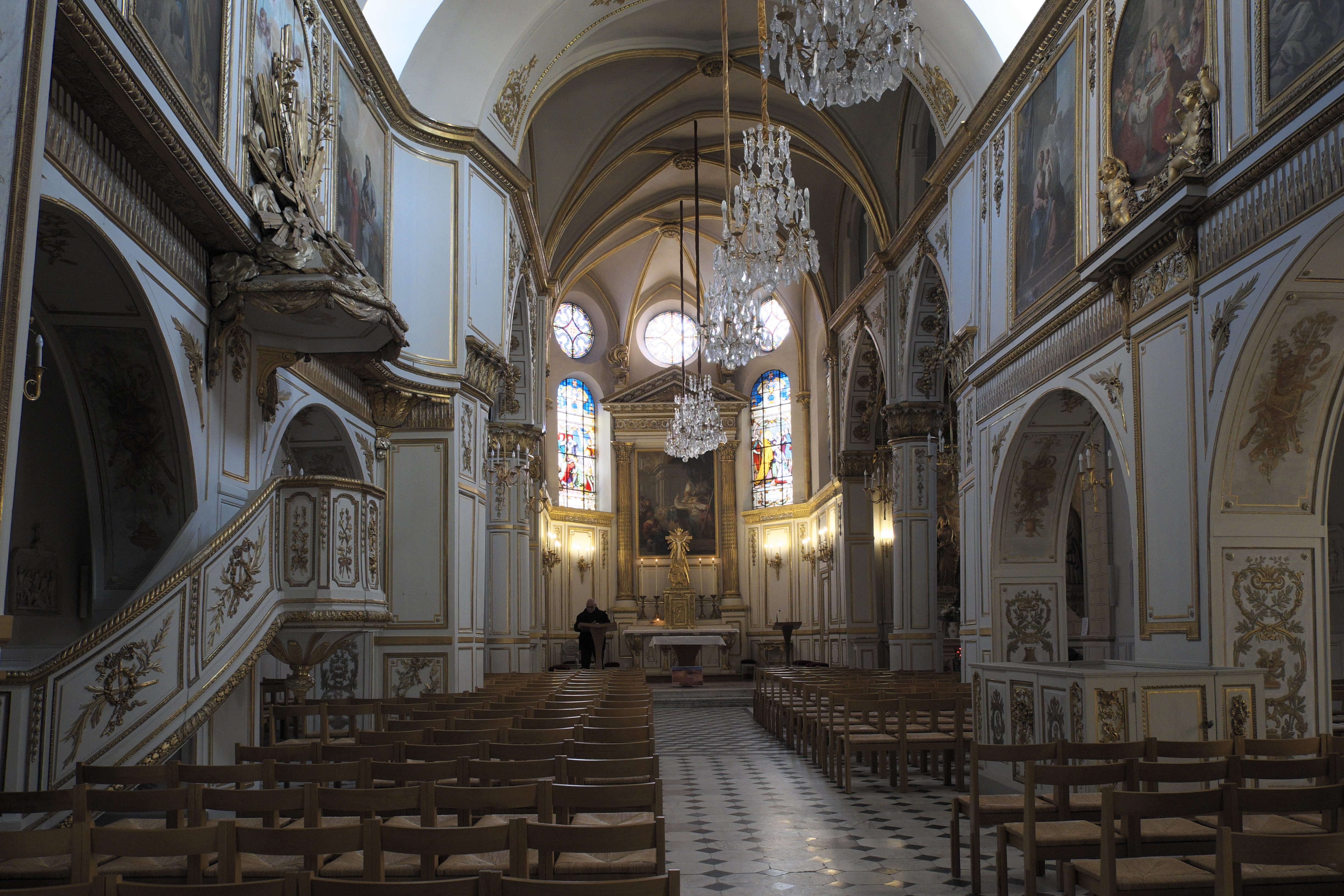
Innenraum

Die Kirche wurde an der Stelle einer merowingischen Kapelle im frühen 12. Jahrhundert im Stil der Romanik errichtet. Im 13. Jahrhundert verlängerte man die zu klein gewordene Kirche im Stil der Gotik um zwei Joche nach Osten und fügte den Chor und ein schmales Querhaus an. Die drei westlichen Langhausjoche wurden im 16. Jahrhundert erbaut. In dieser Zeit entstand auch der Glockenturm, an dem die Jahreszahl 1539 eingemeißelt ist.
Im Jahr 1722 erwarb Jean Pâris de Monmartel, einer der reichsten Männer des Königreichs, das Schloss und die Grundherrschaft Brunoy. Jean Pâris de Monmartel hatte als Heereslieferant ein großes Vermögen angehäuft und wurde unter Ludwig XV. Hofbankier. Dank seines Vermögens und dem seines Sohnes erhielt die Kirche im 18. Jahrhundert eine völlig neue und für eine kleine Dorfkirche ungewöhnlich kunstvolle Ausstattung, die auch die Französische Revolution unbeschadet überstand. Zwischen 1997 und 2005 wurde die Kirche umfassend renoviert.

## Außenbau
An der Südseite der Kirche sind noch mit Blumen, geometrischen Mustern und anderen Motiven skulptierte Kragsteine aus dem 12. Jahrhundert erhalten. Der aus der Gotik stammende Chor schließt mit einem Fünfachtelschluss. An der Nordseite erhebt sich der dreistöckige, quadratische Glockenturm aus dem 16. Jahrhundert.

## Innenraum

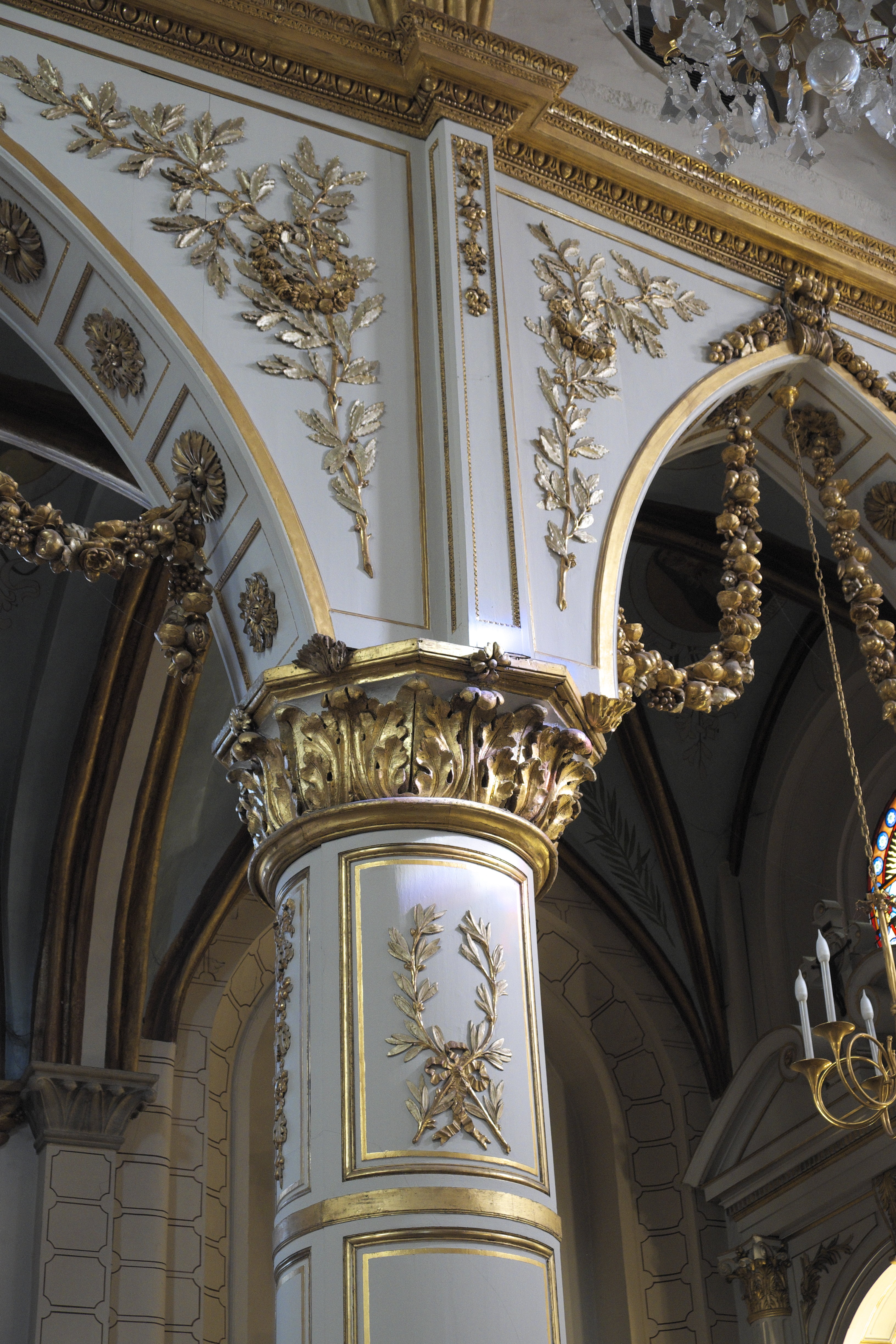
Säule und Spitzbogenarkaden

Die ersten drei Joche des Langhauses werden von einem Tonnengewölbe gedeckt. Zu den beiden Seitenschiffen öffnen sich Rundbogenarkaden, die auf wuchtigen Pfeilern ruhen. Die gotischen Spitzbogenarkaden der beiden östlichen Joche sind höher, sie liegen auf Säulen mit Blattkapitellen auf, unter ihnen hängen holzgeschnitzte, vergoldete Blumen- und Fruchtgirlanden. Wie der Chor wurden die beiden östlichen Joche im 13. Jahrhundert mit einem Kreuzrippengewölbe eingewölbt. Die Orgelempore aus dem späten 18. Jahrhundert wird von vier kannelierten Holzsäulen getragen. Sie stehen auf hohen Sockeln, die mit feinem Louis-seize-Dekor verziert sind.

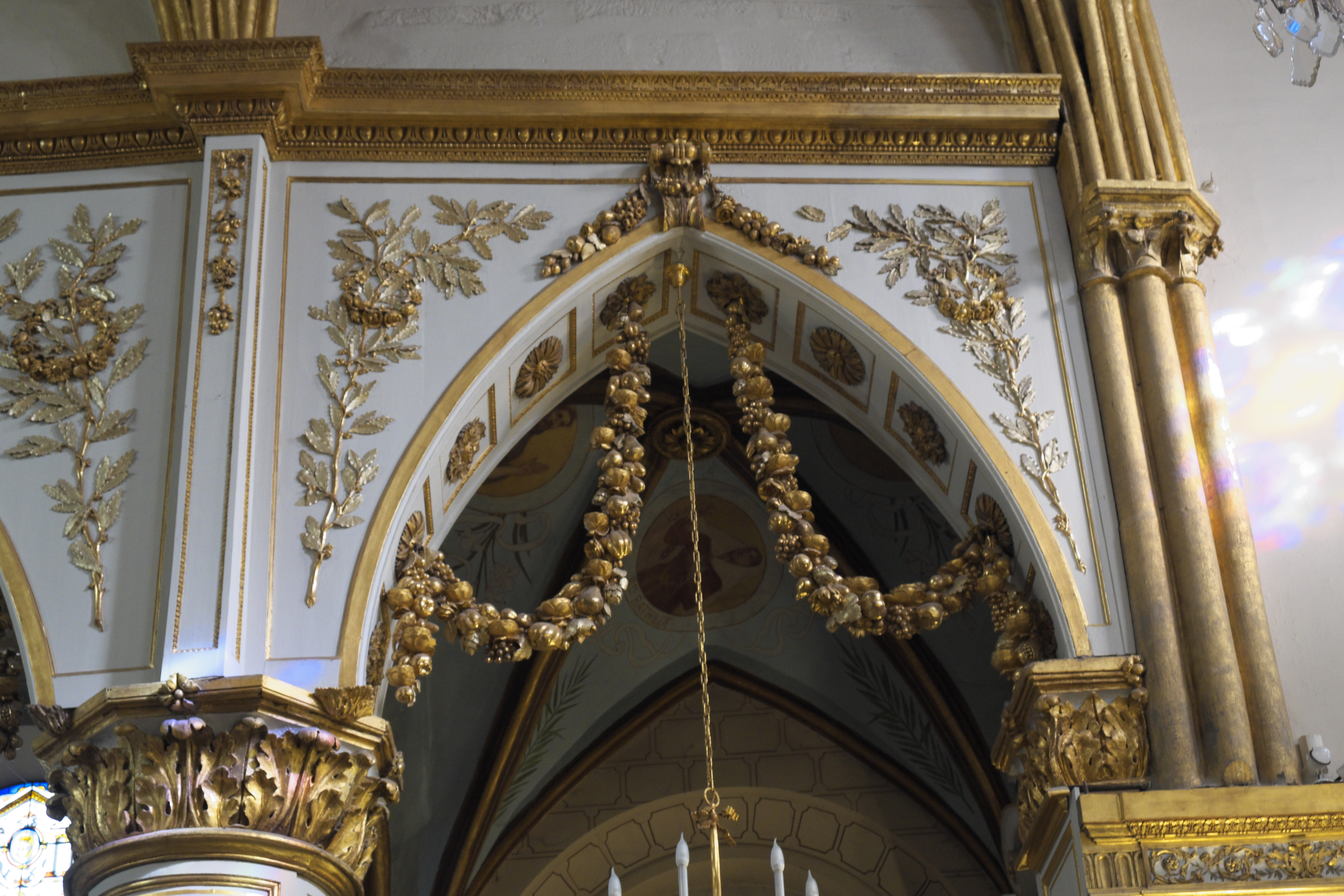
Spitzbogenarkade
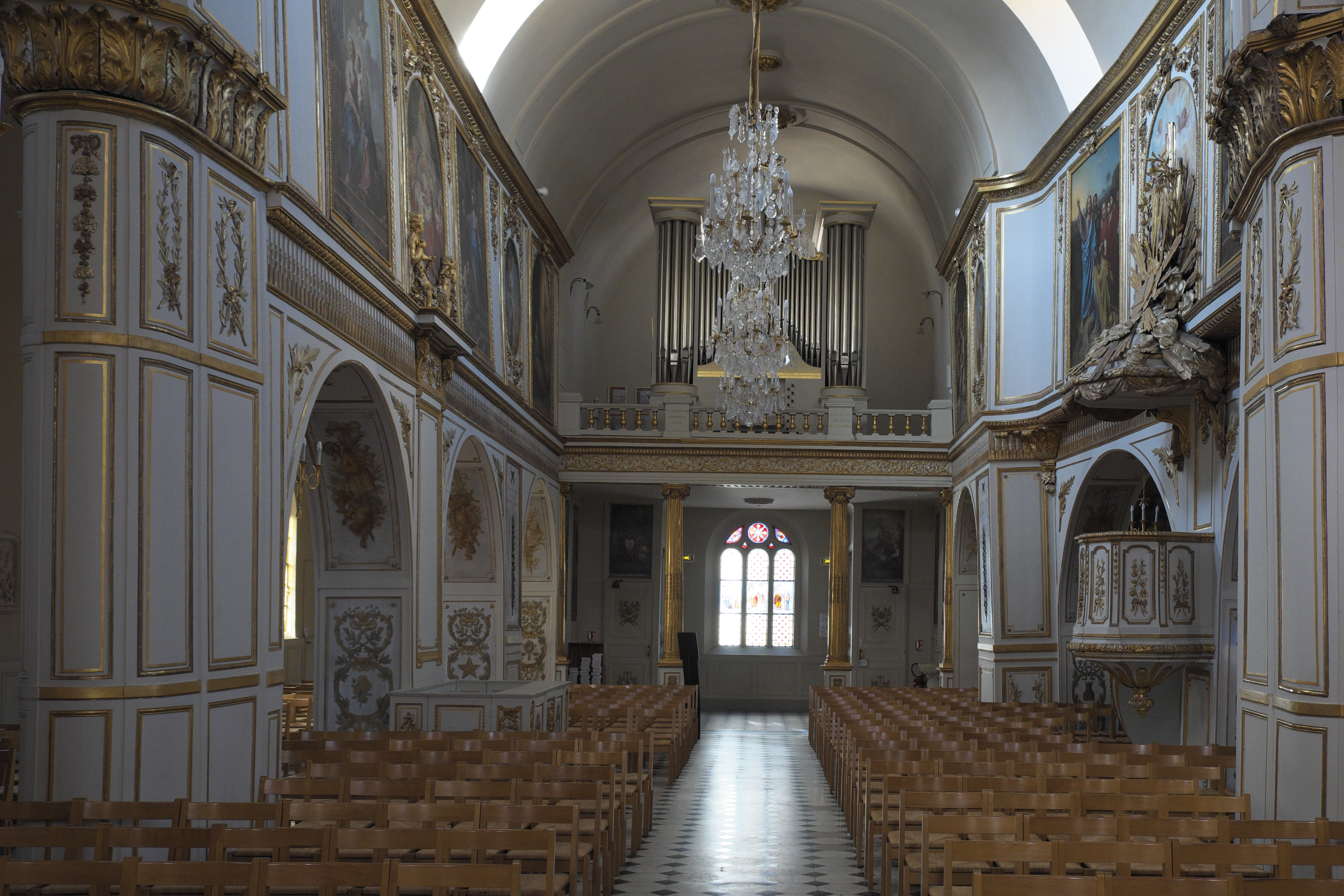
Blick zur Orgelempore
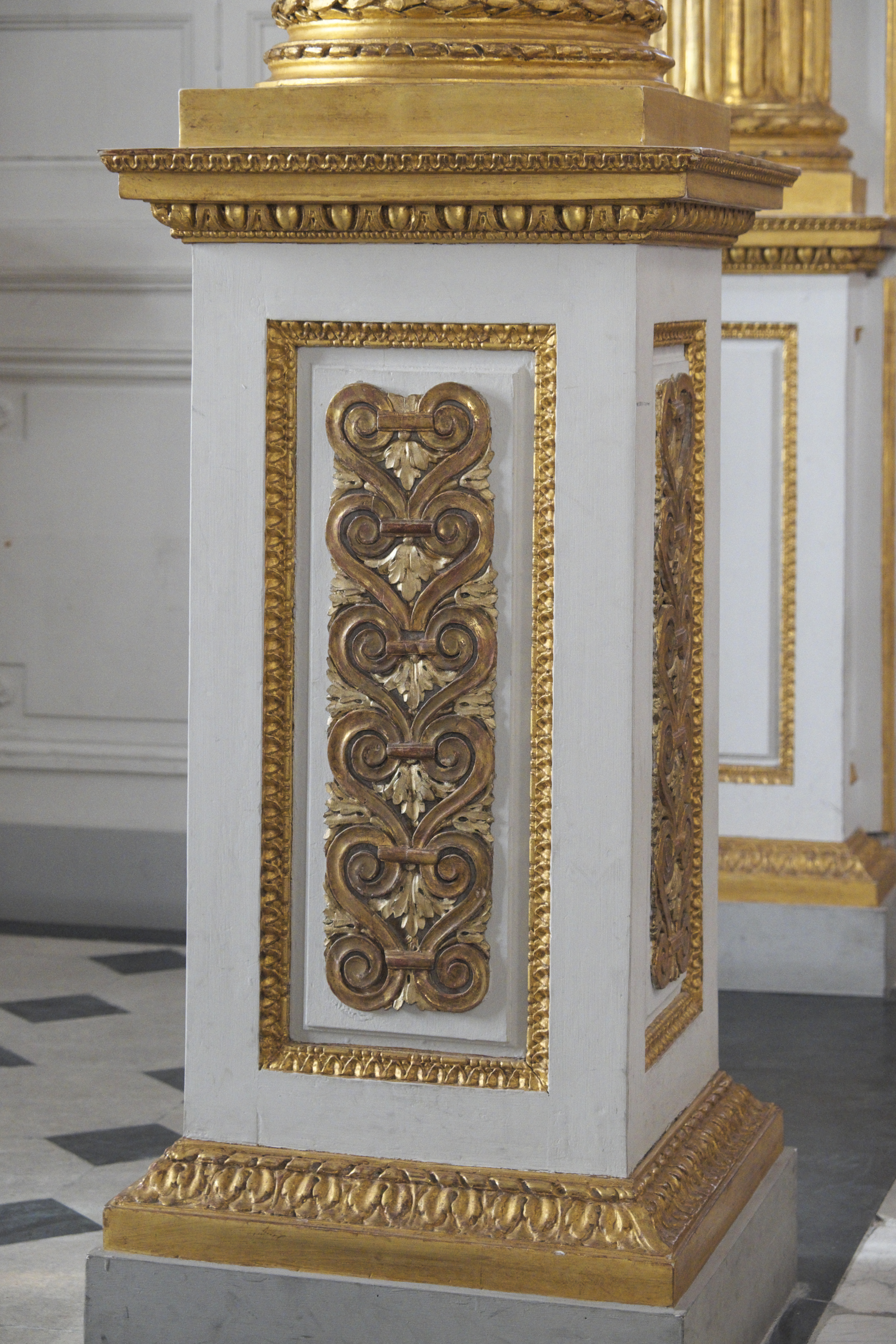
Sockel einer Säule unter der Empore

## Ausstattung

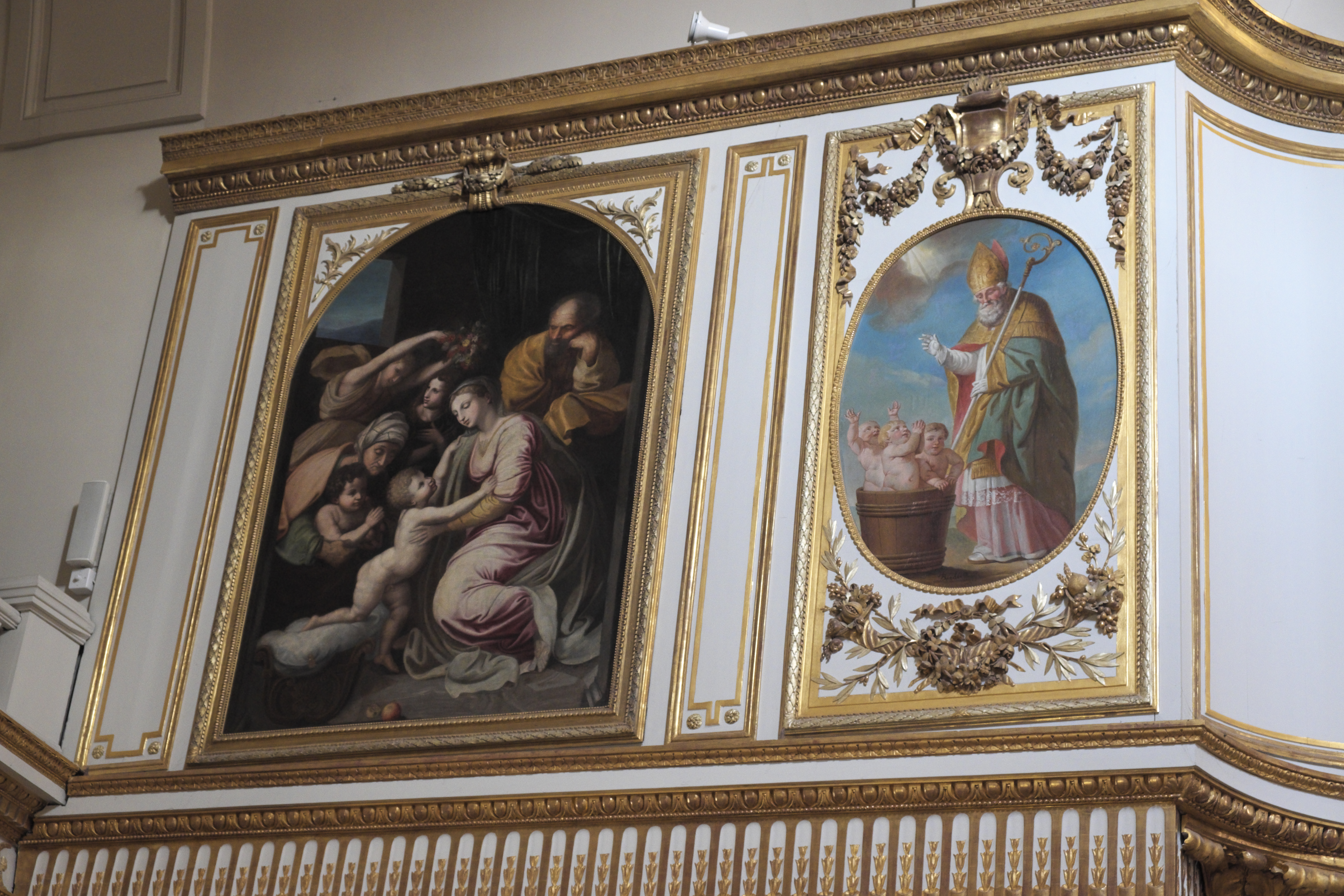
Wandtäfelung und Gemälde

- Die Wände des Langhauses und des Chors sind mit einer weißen Holztäfelung verkleidet, die mit vergoldetem Stuck verziert ist. In die Wandtäfelung integriert sind in goldene Rahmen gefasste Gemälde von Jean-Bernard Restout (1732–1797) und Johann-Michael Baader (1736–1792).
- Die Kanzel wurde zwischen 1770 und 1772 angefertigt. Kanzelkorb und Kanzelaufgang sind mit vergoldeten Reliefs auf weißem Grund verziert. Die Paneele des Kanzelaufgangs weisen Blütenkränze und Palmblätter auf, am Kanzelkorb sieht man Lilien und Weintrauben. Der Schalldeckel wird von einer mächtigen Glorie bekrönt.[1]
- Die Bank (banc d’oeuvre) gegenüber der Kanzel war für die Mitglieder der Kirchenverwaltung reserviert. Wie die Kanzel wurde sie zwischen 1770 und 1772 ausgeführt. Die beiden Medaillons enthalten die Monogramme von Jean Pâris de Monmartel und seiner Gemahlin Armande de Béthune-Sully. In der Mitte ist eine Pilgertasche mit Jakobsmuscheln dargestellt, die den Jakobspilgern gewidmet ist. Die asymmetrischen Rocaillekartuschen an den Ecken verweisen auf den Stil Louis-quinze, während die Paneele in der Mitte dem Louis-seize-Stil entsprechen.[2]
- An der Westseite ist ein Beichtstuhl aus weißem Holz mit Goldverzierung in die Wand integriert. Er ist mit einem aufwändig geschnitzten, goldfarben gefassten Gitter versehen.

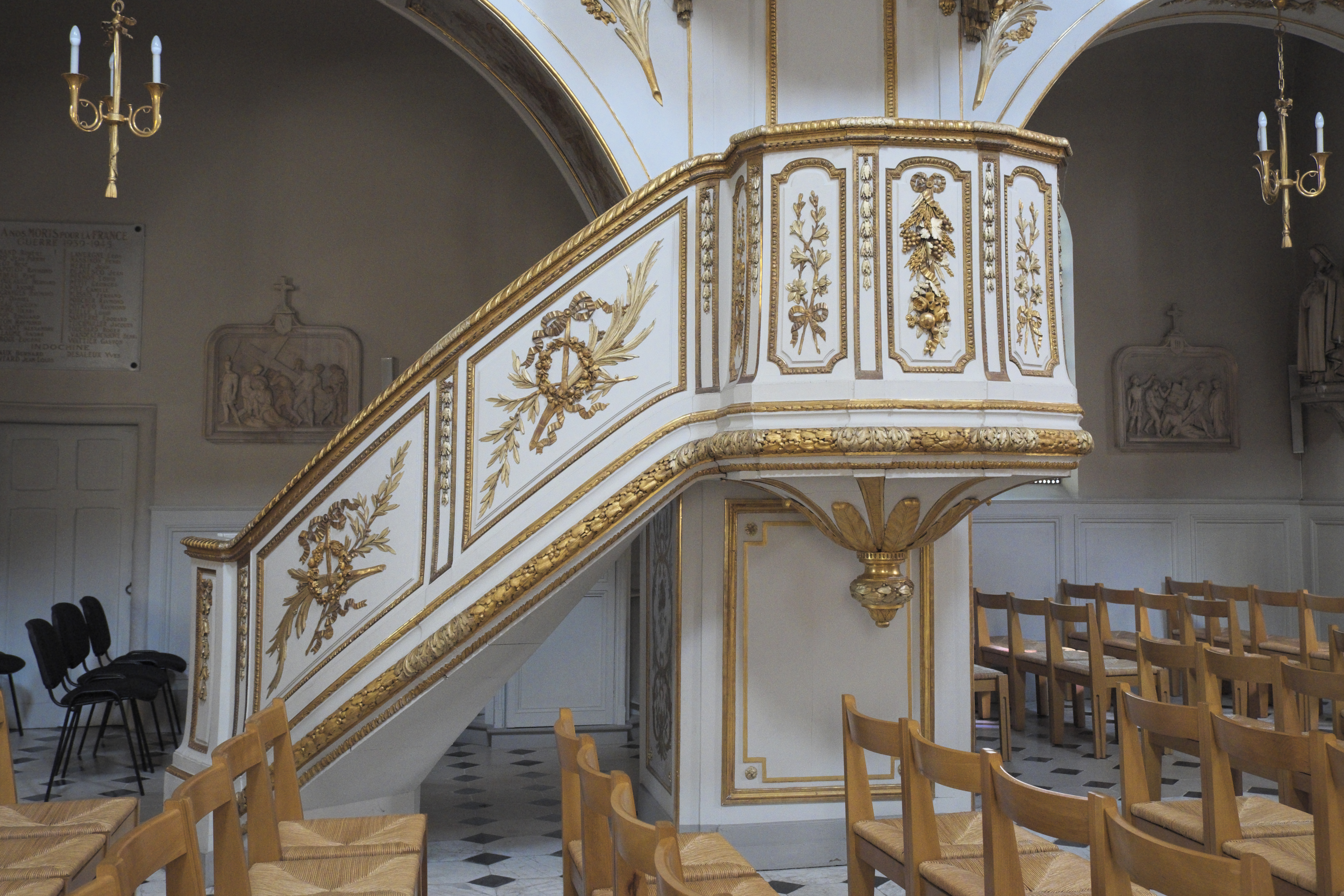
Kanzel
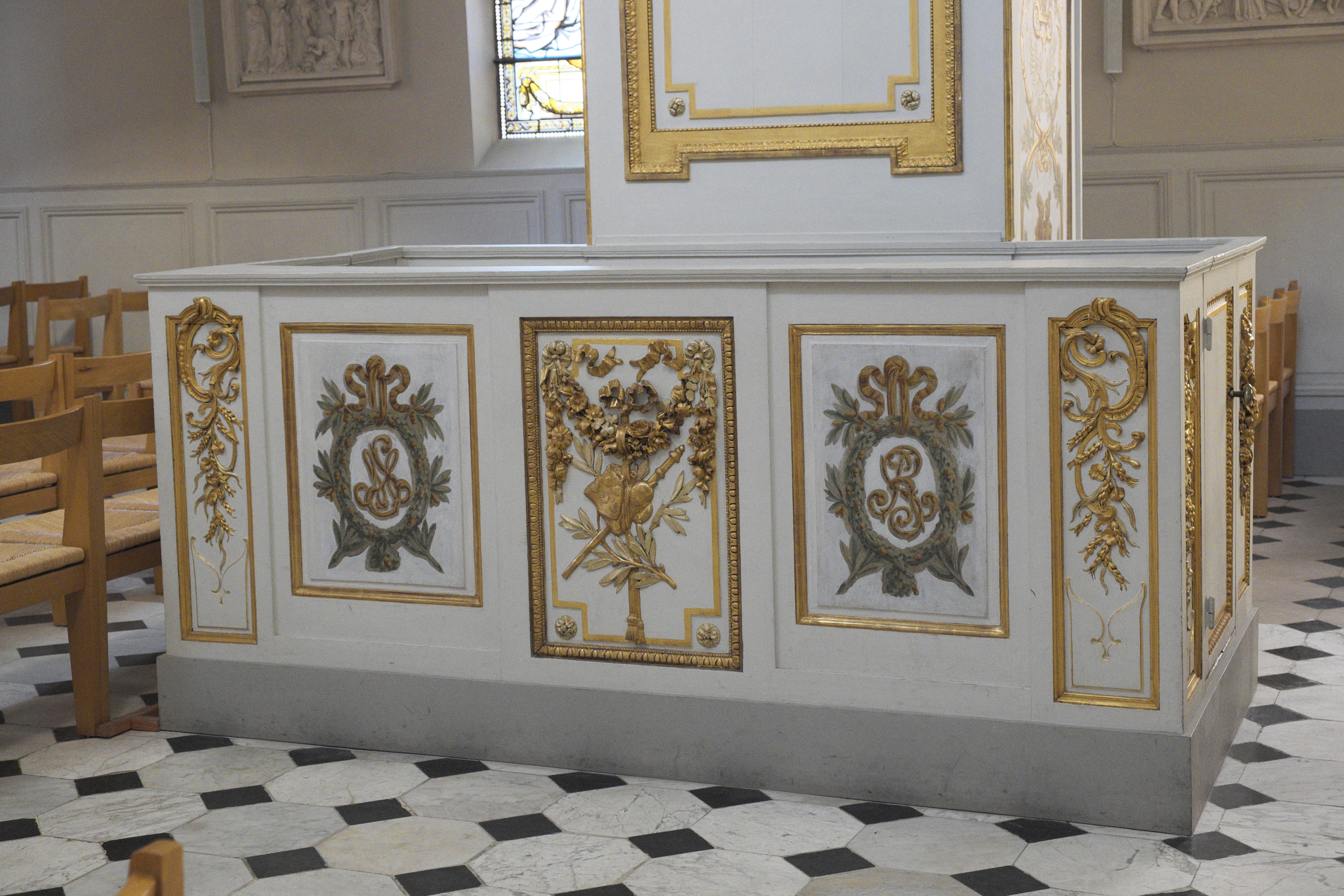
Banc d’œuvre
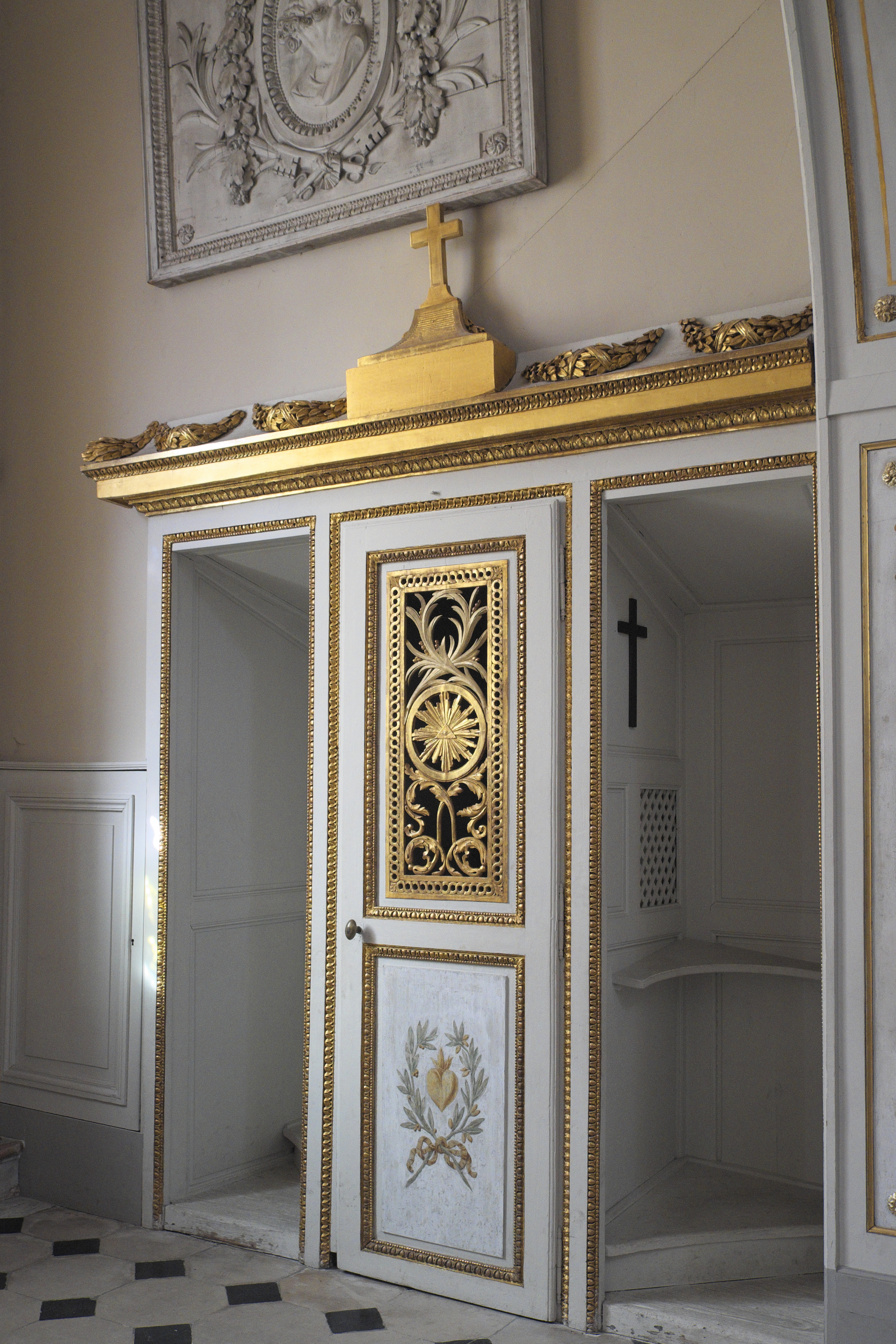
Beichtstuhl
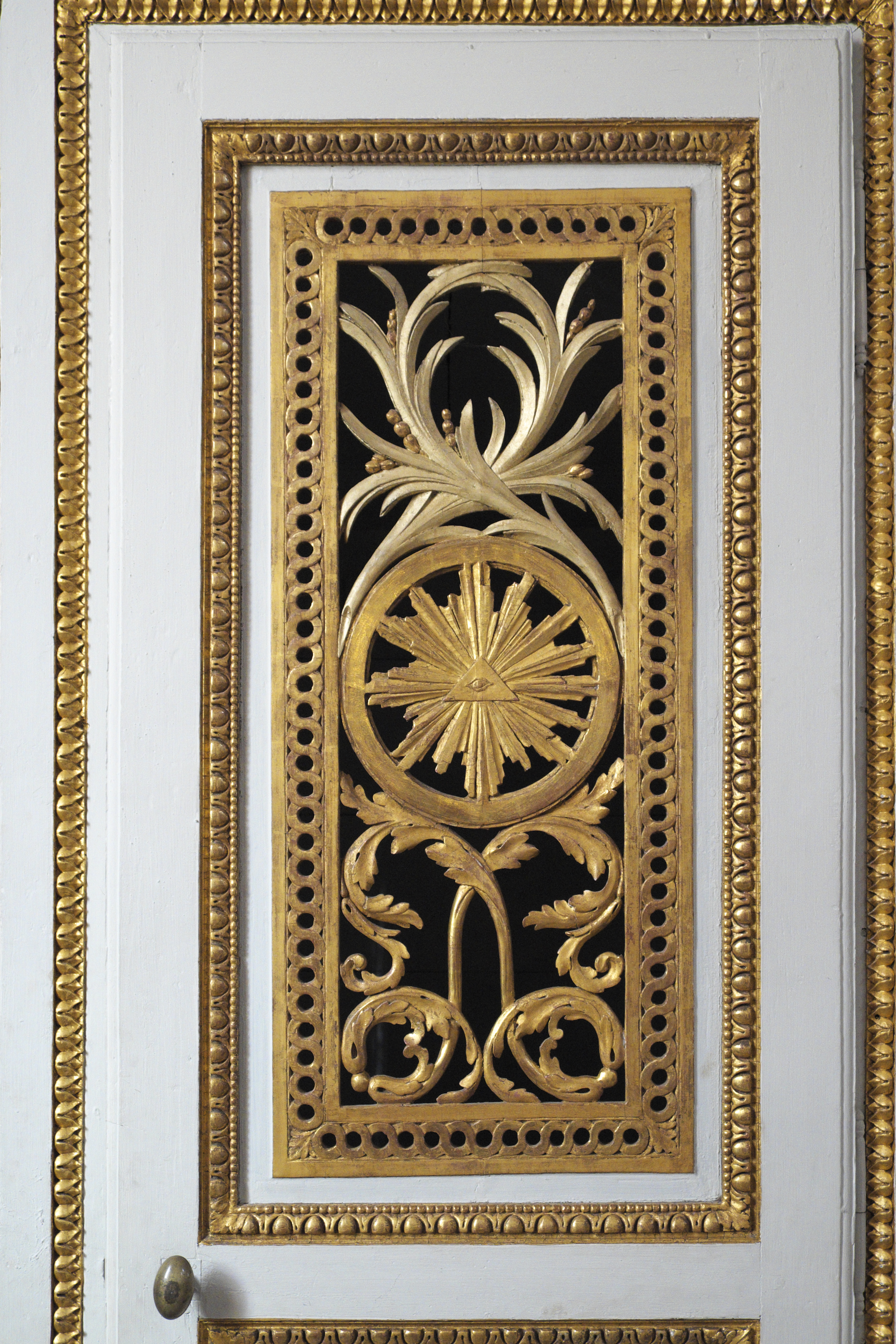
Gitter am Beichtstuhl

## Bleiglasfenster

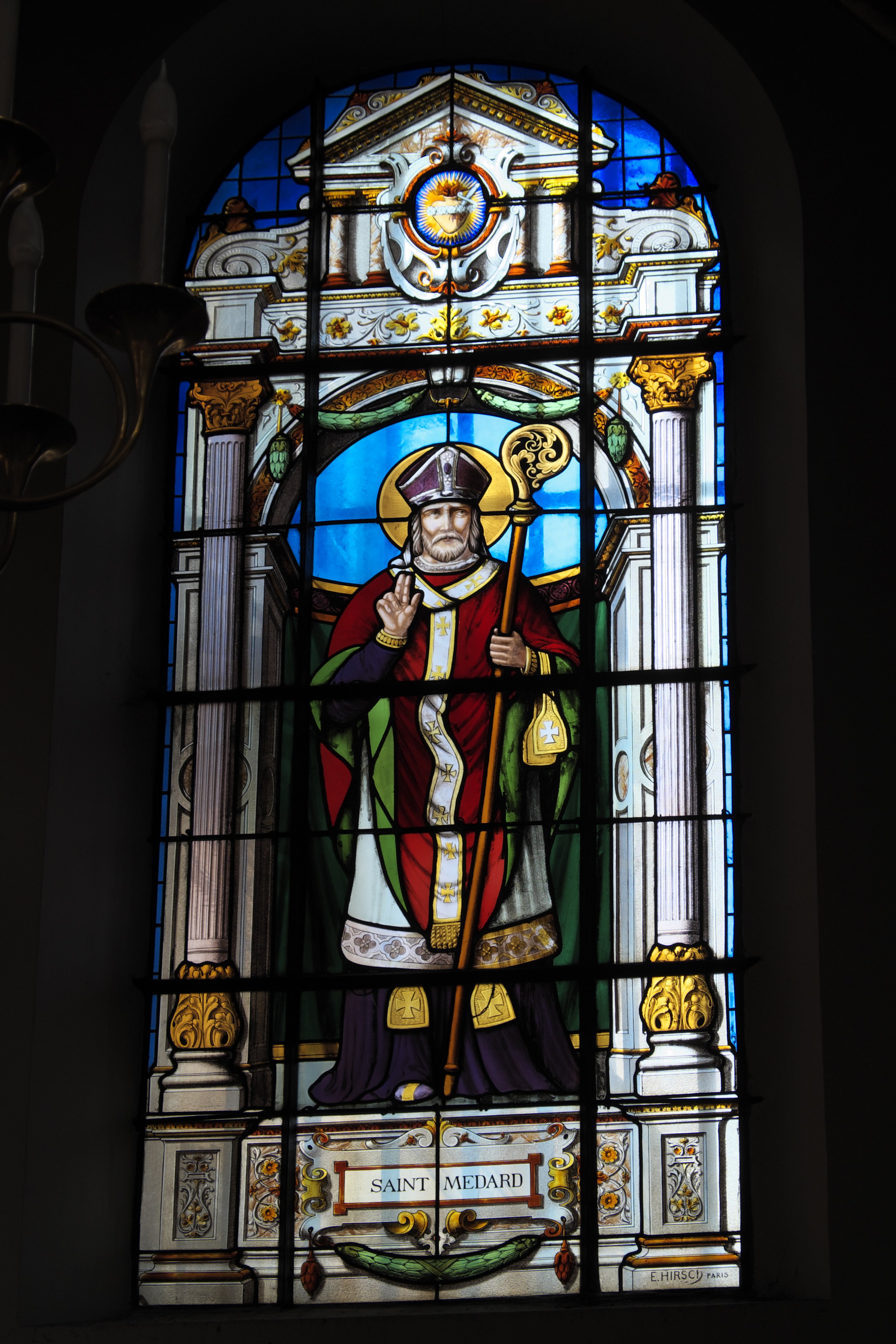
Heiliger Medardus

Die Bleiglasfenster wurden zwischen 1885 und 1896 von Émile Hirsch ausgeführt. Sie stellen Szenen aus dem Leben Marias dar wie Mariä Tempelgang und die Vermählung Marias mit Joseph. Mehrere Fenster sind dem Schutzpatron der Kirche, dem heilige Medardus, gewidmet. Auf einem Fenster ist der heilige Rochus dargestellt, auf einem anderen die heilige Genoveva, die der Bischof Germanus von Auxerre segnet. Die Rosette an der Westseite wird durch die Orgel verdeckt. Auf ihr sind neun Engel dargestellt, die mittelalterliche Instrumente spielen.

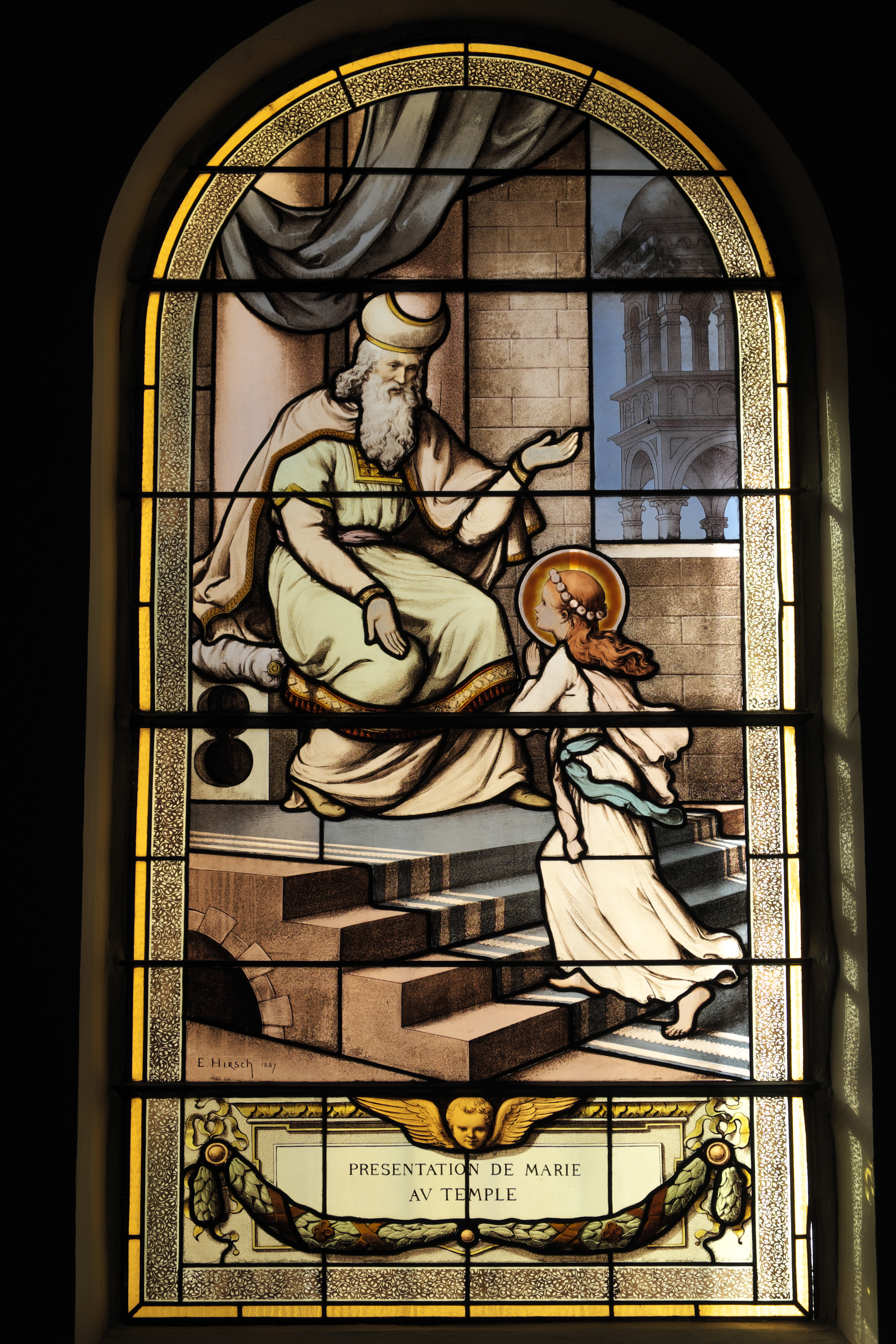
Mariä Tempelgang
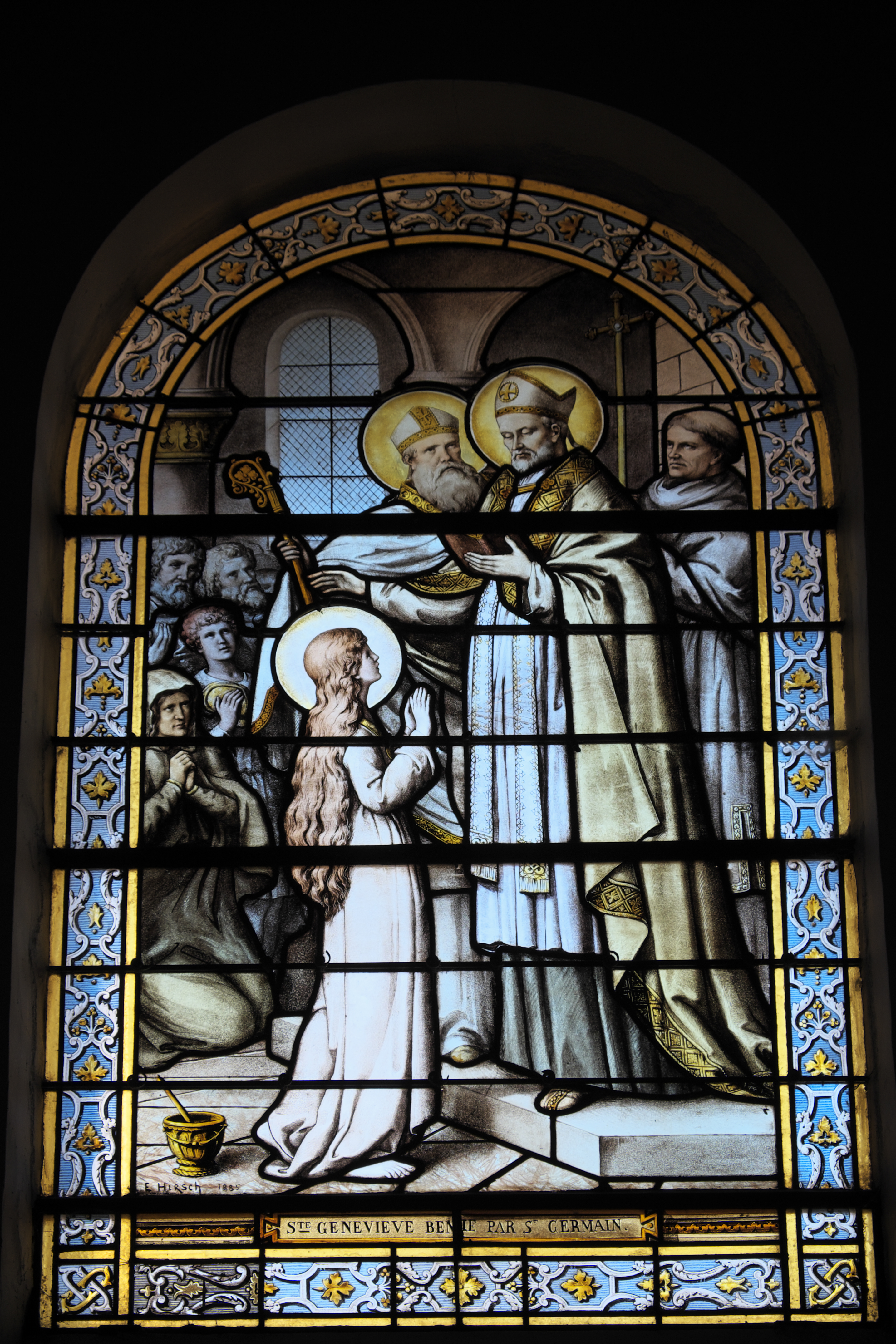
Germanus von Auxerre segnet die heilige Genoveva
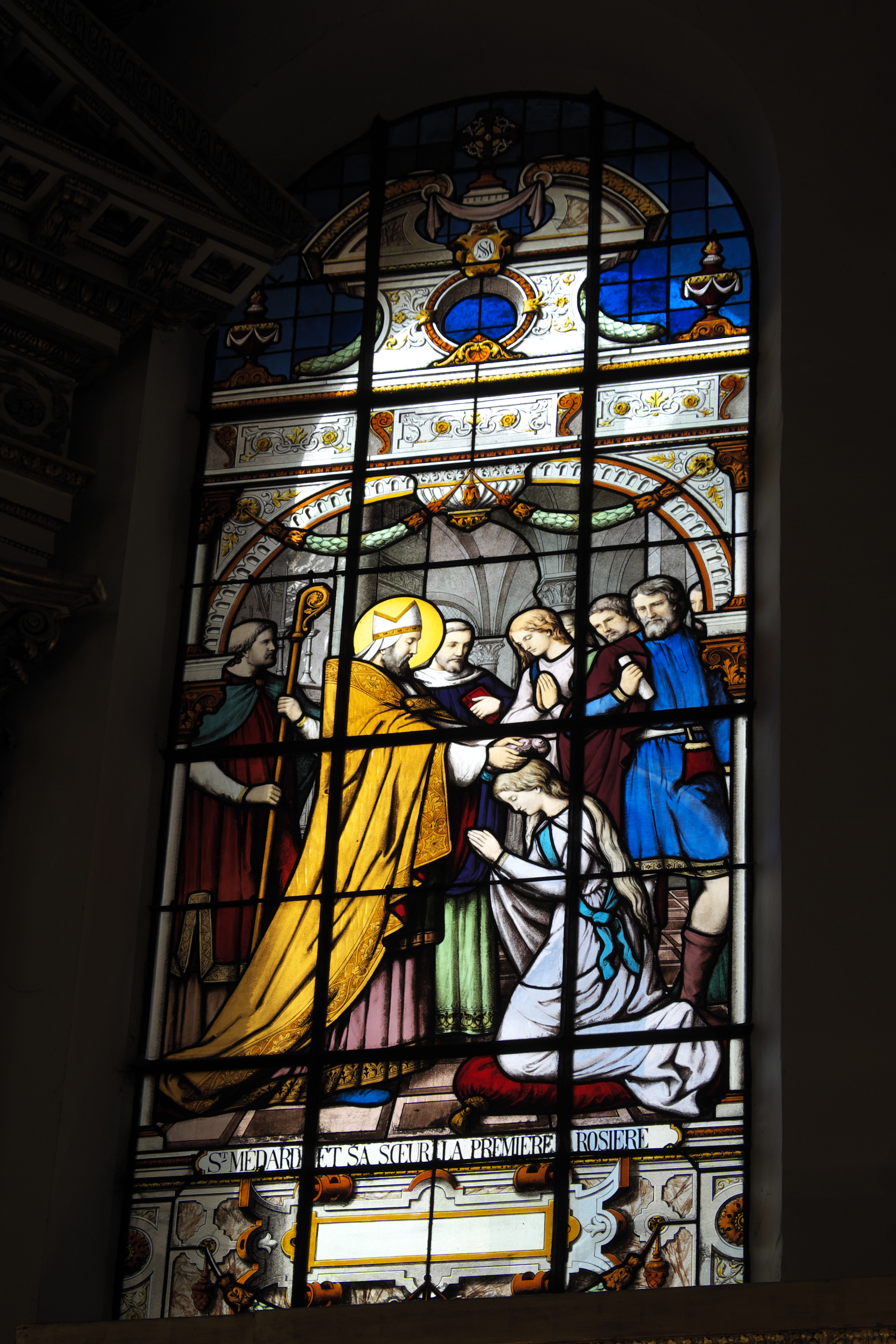
Medardus begründet mit seiner Schwester das Fest der Rosière

## Gruft der Familie Pâris de Monmartel
Im nördlichen Querhaus befindet sich die Familiengruft der Monmartel. Zwei Kupferplatten, die in die Wände eingelassen wurden, erinnern an Jean Pâris de Monmartel († 1766) und seine Gemahlin Armande de Béthune-Sully († 1772).